# Kinderseelen klagen euch an
Kinderseelen klagen euch an è un film tedesco del 1927 diretto da Kurt Bernhardt.

## Produzione
Il film fu prodotto dalla Leo-Film AG di Monaco.

## Distribuzione
Il film venne proiettato in prima a Berlino il 24 marzo 1927 con il visto di censura del 4 febbraio 1927.